# ミントセット

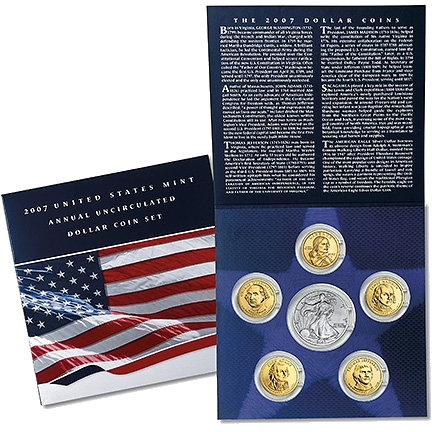
アメリカ合衆国造幣局の2007年のミントセット

ミントセット(Mint set)とは、各国の造幣局が発行する硬貨をケースに収納して販売するためのもので貨幣セットということもある。
確実に完全未使用品が入手できるため、コイン収集家に重用される。

## 日本

### ミントセット
造幣局が、完全未使用品の通常貨幣をプラスチックケースに入れ頒布している。
沿革

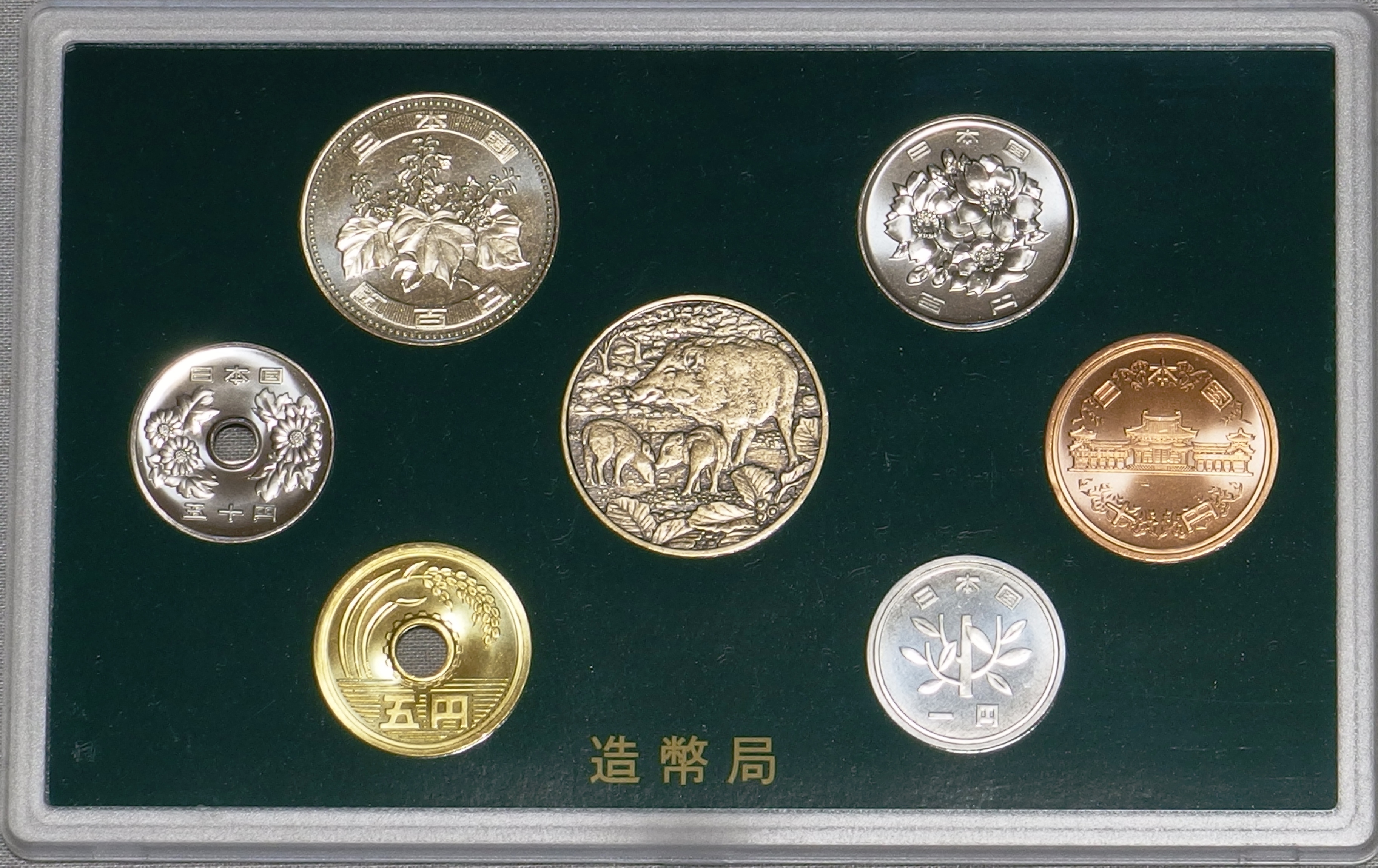
平成31年銘のミントセット(表)中央は丹銅製の年銘板。

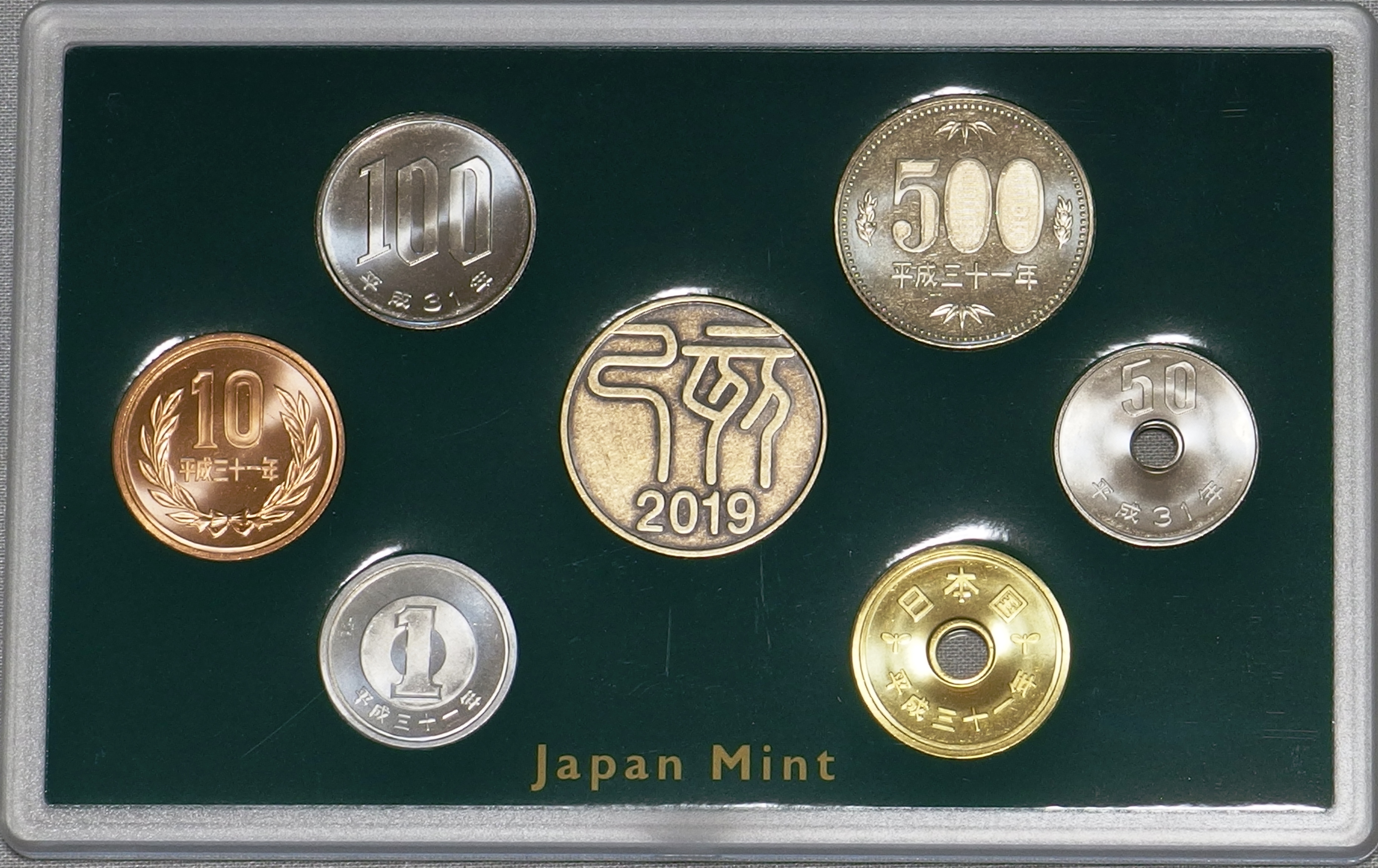
平成31年銘のミントセット(裏)

- 昭和44年 「通常貨幣セット」として国外を対象に頒布開始。額面166円
- 昭和50年　国内頒布開始。頒価580円
- 昭和51年　干支図案年銘板の組込み開始。頒価700円
- 昭和56年　頒価750円
- 昭和57年　額面666円
- 昭和57年　頒価1,400円
- 昭和59年　プラスチックケースへの組込み開始。
- 昭和62年　頒価1,500円
- 昭和63年　頒価1,600円
- 平成元年　頒価1,648円 消費税導入により税込価格となる。以下同様。
- 平成2年　通常貨幣セットの通称を「ミントセット」とする。
- 平成6年　頒価1,800円
- 平成10年　正式にミントセットと改称。
- 平成16年　頒価1,700円
- 平成26年（4月1日以降）頒価1,748円
- 平成30年　頒価1,900円
- 平成31年　領価2,000円
- 令和元年　頒価2,037円
- 令和3年 　頒価2,100円 (五百円改鋳版)

記念貨幣を追加したものは上記に含まれない。なお、ミントセットを含む貨幣セットの送料は頒価に含まれている。

#### 行事用貨幣セット
造幣局の桜の通り抜け、コインフェアなどの行事にあわせた外装紙を用いた行事用貨幣セットを昭和62年より造幣局構内、コインフェア会場で頒布している。

### プルーフセット
磨き上げて硬貨を鏡面仕上げにした特別製造のプルーフ貨幣を人工革製のケースに封入した「通常プルーフ貨幣セット」も販売している。
沿革
- 昭和62年　頒布開始。額面666円、頒価5,000円
- 昭和63年　頒価6,000円
- 平成元年　頒価6,180円
- 平成5年　頒価7,210円
- 平成9年　頒価7,350円
- 平成15年　頒価7,500円。年銘板無しも頒布開始、頒価7,350円
- 平成27年　頒価7,714円（年銘版有）、7,560円（年銘版無）。
- 令和元年　頒価7,857円（年銘版有）、7,700円（年銘版無）。

### 記念貨幣セット
記念貨幣の中にも造幣局が直接販売するものがある。特に額面が1000円以上で、なおかつ販売価格がそれを上回る場合（プレミアム型の記念貨幣）において顕著である。これらは素材に貴金属を使用し、特殊な技術（プルーフ仕上げや彩色を施す等）を用いて製造されていることが理由とされる。

## 日本国外
韓国や台湾、シンガポールなどで発売されている。主に記念貨幣セットが多い。特に韓国では、現在一般流通していない1ウォン、5ウォン硬貨もセットになっているのが特徴となっている。